# Amélie-les-Bains-Palalda
Amélie-les-Bains-Palalda (en catalán Els Banys d'Arles i Palaldà) es una localidad y comuna francesa situada en el departamento de Pirineos Orientales y la región de Occitania, en la comarca del Vallespir. Tenía 3683 habitantes en 2007. Administrativamente, pertenece al distrito de Céret, al cantón de Arles-sur-Tech y a la Communauté de communes du Haut Vallespir.

## Geografía

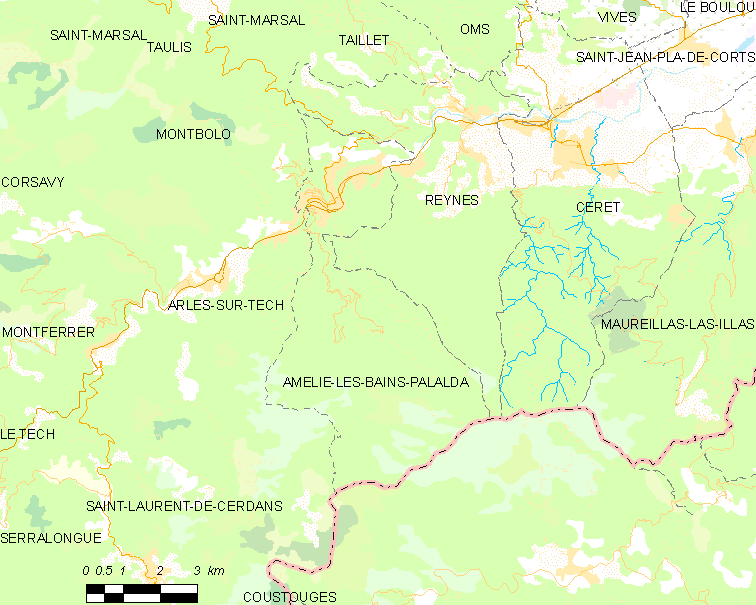
Situación de Amélie-les-Bains-Palalda

La comuna se localiza en el valle del Tech, en el corazón del Vallespir, al oeste de Céret. Puede accederse a ella por la carretera departamental 115. Antes de ser desmantelada en el siglo XX, también contaba con servicios de ferrocarril. Está prevista una vía verde que siga el recorrido de la antigua vía férrea (hasta Arles-sur-Tech). Sus habitantes reciben el gentilicio de Améliens en francés y de Arlesos en catalán.
En realidad, Amélie-les-Bains-Palalda se compone de tres municipios antaño separados: Amélie, Palalda (anexado en 1942) y Montalba (anexado en 1962). Por ello, el paisaje comunal es bastante variado. La mayoría de la población se concentra a orillas del Tech. Cabe destacar la formación geológica de las gargantas del Mondony.
La comuna de Amélie-les-Bains-Palalda limita con Arles-sur-Tech, Montbolo, Reynès, Saint-Laurent-de-Cerdans y Massanet de Cabrenys (España).

## Etimología
- Amélie: La denominación antigua era "Els Banys d'Arles" (Los Baños de Arles), reseñada desde 832 para designar al monasterio de allí (monasterium as ipsos Bagniles). Con la construcción del fuerte en 1670, la localidad toma el nombre de Fort-les-Bains. El último cambio de nombre data de 1840, y le fue otorgado al municipio en homenaje a la reina María Amalia, esposa de Luis Felipe, que no conocía la localidad y que la descubrió a partir de 1848.[3]
- Montalba: El nombre aparece tardíamente en los textos (1241), pero la explicación es simple: en un principio, había un castillo y sin duda un pueblo sobre la colina llamada Montdony (Castello Monte donno, 1020), pero fueron sustituidos por otro castillo y otro pueblo sobre la colina llamada Monte Albano, a partir del siglo XIII. Ambos castillos son citados en 1241, prueba que revela que en efecto se trata de dos lugares diferentes. En la etimología de Montalbà, el nombre "monte" no formula problema alguno, pero "albanus" puede interpretarse bien como un antropónimo o bien como un derivado del adjetivo latino albus (blanco).
- Palalda: La primera mención se remonta al año 814 (Paladdanum), pero es frecuente encontrar la forma Palatiodano (874), que haría referencia a un eventual "palacio" o morada señorial propiedad de Danus (nombre galorromano que podría ser una contracción de dominus). En el siglo XIX se introdujo la forma Palalda, si bien antes se había escrito siempre Palaudà.

## Historia

Localización de Amélie-les-Bains-Palalda en el Vallespir

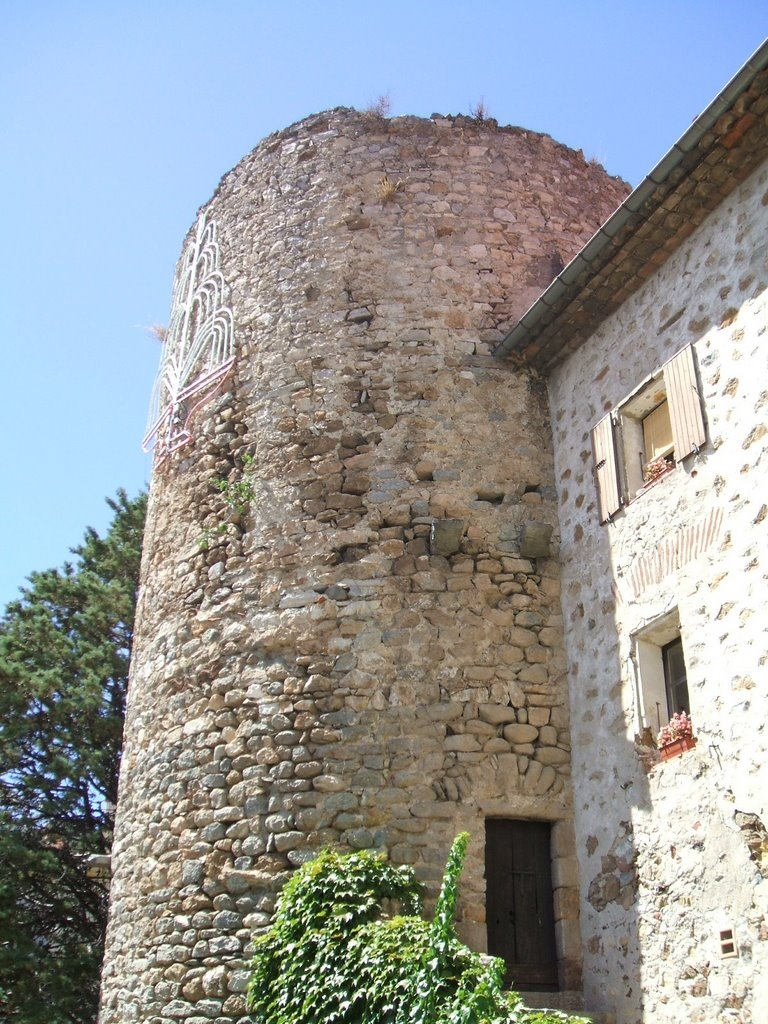
Torre fortificada (Palalda)

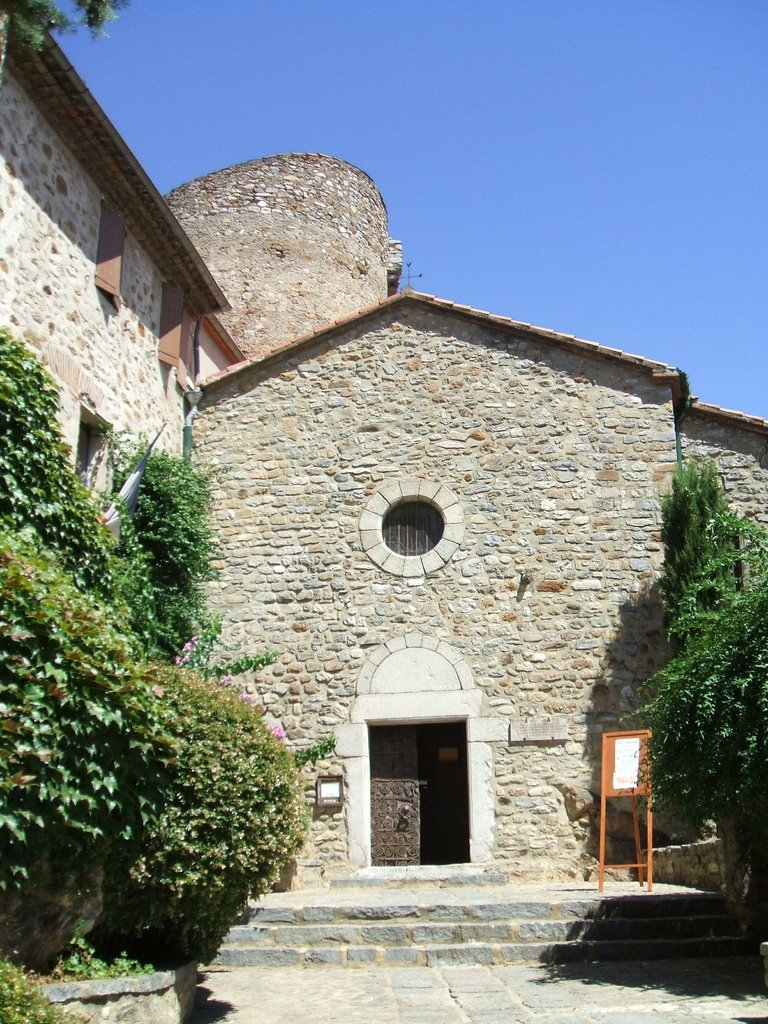
La iglesia Saint-Martin de Palalda

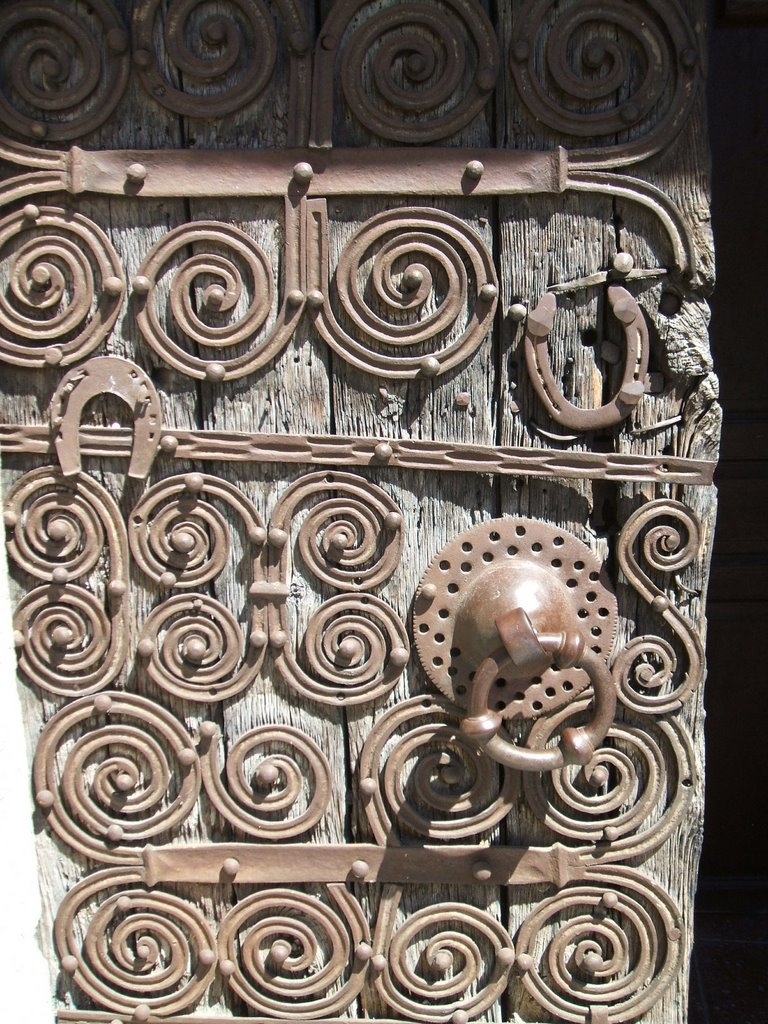
Detalle de los herrajes del pórtico de Saint-Martin

### Les Bains d'Arles
- El lugar parece haber estado ocupado desde la Edad del Hierro: bloques de gneis descubiertos como consecuencia de la inundación (aiguat) del Tech de 1940 tenían grabados signos de esta época. Han sido objeto de diversas teorías (crómlech, templo...) pero ninguna fundada en elementos verificables.
- El sitio de Les Bains d'Arles (Els Banys) comprende fuentes termales que se han utilizado desde la Antigüedad. Los romanos construyeron allí las termas, de las que subsisten una sala abovedada y una pequeña piscina.
- Más tarde, en el siglo VIII, un cierto Castellan funda una abadía, aparentemente en el mismo sitio de las termas antiguas. Sin embargo, las incursiones normandas del siglo IX provocaron que los monjes desplazasen su monasterio a Arles-sur-Tech, monasterio que subsiste hoy.
- Les Bains va a depender del abad del monasterio transferido a Arlés hasta 1237, fecha en la cual lo adquiere el señor del Rosellón y del Vallespir, Nunyo-Sanche. Sola, la iglesia parroquial Saint-Quentin permanecería bajo la jurisdicción del abad de Arlés.
- Hacia 1670 se establece un fuerte, que subsiste todavía hoy, encima del pueblo con el fin de defender la frontera española. La localidad toma entonces el nombre de Fort-les-Bains.
- El 7 de abril de 1840, el rey Luis Felipe renombra el pueblo a Amélie-les-Bains.

### Palalda
- Hasta la Revolución, el pueblo de Palalda llevaba el nombre de Palaudà, en referencia a un "palacio" (o más bien una morada señorial) que ocupaba el sitio actual del pueblo. En efecto, existían bastantes palacios en la región: en Saint-Jean-Pla-de-Corts o Céret por citar algunos ejemplos.
- Palalda es mencionado por primera vez en el siglo IX. El señorío pasó a las manos de varias familias a lo largo de los siglos.
- Las fortificaciones que se pueden ver hoy son la obra de Guillaume-Hugues de Serralonga (primer señor conocido de Palalda), que las hizo construir hacia 1250.
- El sitio conserva todavía hoy su ambiente medieval.

## Gobierno y política

### Alcaldes
| Alcalde           | Período   |
| ----------------- | --------- |
| François Mefler   | 1941-1944 |
| Gaudérique Parent | 1944-1945 |
| Georges Bosch     | 1945-1950 |
| Jean Trescases    | 1950-1951 |
| Gustave Pouzens   | 1951-1952 |
| Paul Alduy        | 1952-1959 |
| Jean Aspar        | 1959-1959 |
| Jacqueline Alduy  | 1959-2001 |
| Alexandre Reynal  | 2001-2020 |
| Marie Costa       | 2020 -    |

## Demografía
| 3001 | 3662 | 3908 | 3713 | 3239 | 3475 |
| Para los censos de 1962 a 1999 la población legal corresponde a la población sin duplicidades (Fuente: INSEE [Consultar]) |      |      |      |      |      |

## Lugares de interés

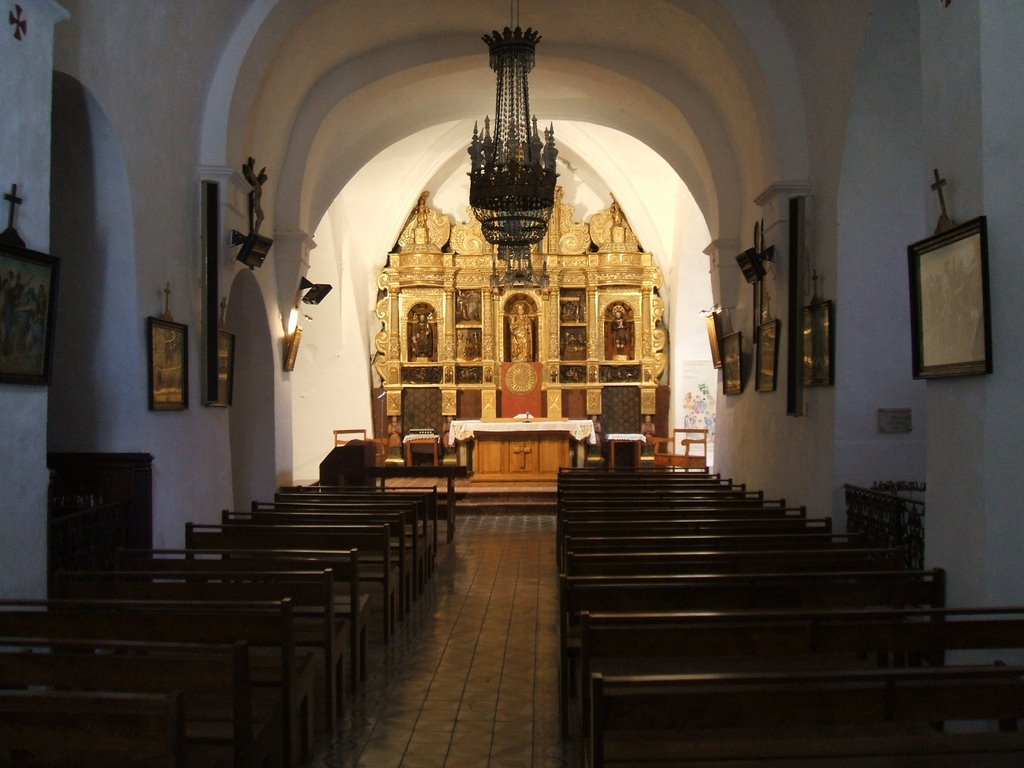
Interior de la iglesia Saint-Martin

- La iglesia Saint-Quentin. Mencionada en 869, había sido edificada sin duda poco después de la fundación del monasterio por los habitantes que se habían establecido en los alrededores. Consagrada de nuevo en 1061 debido a los trabajos de restauración (o de ampliación), fue remodelada en la época gótica antes de ser derribada en 1932 por motivos de urbanismo. El edificio había sido Monumento histórico.
- La iglesia Notre-Dame-de-Vie. Es la actual iglesia parroquial de Amélie, construida de 1868 a 1871. Conserva una virgen románica del siglo XIII provieniente de la iglesia Saint-Quentin.
- Palalda.
  - Palalda conserva su carácter medieval y vestigios importantes del castillo medieval, como dos torres macizas.
  - La iglesia Saint-Martin, mencionada por primera vez en 967, está compuesta de una nave única abovedada por una bóveda de cañón del siglo XI o del siglo XII. La parte oriental del edificio fue reconstruida totalmente en el siglo XVI. El coro conserva un magnífico retablo barroco que data de 1656, así como de otras obras de interés.
- Le Calvaire. Se trata de una cruz alta de 8 m en la cumbre de una colina.
- Termas romanas de Amélie-les-Bains-Palalda

## Personalidades ligadas a la comuna
- María Amalia de Borbón-Dos Sicilias
- Ernest Duchesne
- Maximilien de Chaudoir
- Pierre Restany
- Achille Baraguey d'Hilliers
- Artur Grottger